# زانبکوو
زانبکوو (به لهستانی:  Ząbków) یک روستا در لهستان است که در گمینا سوکوووف پودلاسکی واقع شده‌است.